# Ibelin János arszúfi úr

Az Ibelin-címer

Ibelin János arszúfi úr (1211 körül – 1258) I. Ibelin János bejrúti úr fia, az Ibelin nemzetség tagja, Ibelin Balian bejrúti úr öccse volt. Apjuk halálakor Balianra a bejrúti, Jánosra az arszúfi uradalom szállt. Kétszer volt régens, háromszor bailli vagyis régenshelyettes a Jeruzsálemi Királyságban.

## Életútja
1228-ban, amikor apját II. Frigyes fegyveres erővel lemondatta a ciprusi régensségről, bátyjával, Baliannal együtt ő is túszként maradt a császár fogságában.
1241-ben megerődítette Arszúf 1187-ben és 1191-ben megrongálódott várát, s ugyanebben az évben ő is aláírta azt a Frigyesnek, Jeruzsálem akkori régensének szóló levelet, amelyben az Ibelin-párt békét ajánlott az uralkodónak, javasolva, hogy Simon de Montfortot nevezze ki baillijévé, addig is, míg Frigyes fia, elvileg Jeruzsálem királya, II. Konrád nagykorúvá nem válik. Frigyes nem fogadta el az ajánlatot.
1246 körül léptethették elő Jeruzsálem főhadparancsnokává, és legalább 1251-ig az is maradt, pedig közben a bailli tisztséget is betöltötte.
János, akárcsak apja és unokatestvére, Ibelin János jaffai és aszkaloni gróf, értett a jeruzsálemi joghoz. 1251-ben, nem sokkal azután, hogy Henrik baillije lett, összehívta bejrúti rokonságát Akkóban, és azt javasolta nekik, hogy az uradalmi törvényszék alkalmazzon írnokokat, akik az okleveleket és iratokat ófrancia nyelven készítenék. Ugyanezt fel kell vetni a Jeruzsálemi Királyság Legfelsőbb Bíróságán is, azzal, hogy az írásos anyagokat attól fogva lezárt ládában őrizzék, amelynek kulcsai a régensre vagy helyettesére és két vezető hűbéresre volnának bízva. Az utóbbit az Haut courban az országbárók hosszas vita után elvetették. Főleg unokatestvére, Montforti Fülöp türoszi úr ellenállásán bukott meg a dolog.
Amikor a hetedik keresztes hadjárat elvonta az arab erőket Palesztinából, a feljegyzések szerint János az 1250-es évek elején támadást indított Bejszán ellen, feldúlt egy tábort, és elfogott 16 000 állatot, valamint egy emírt.
1247–1248-ban és 1249–1252-ben I. Henrik ciprusi király, jeruzsálemi régens baillijeként szolgált.
1253–1254-ben a távollevő II. Konrádot, 1256–1258-ban a kiskorú III. Konrádot vagyis Konradint helyettesítette régensként.
1257-ben egyezséget kötött az itáliai Ancona városállammal: az Akkó kikötővárosra érvényes kereskedelmi jogokért cserébe két évig bocsássanak a királyság rendelkezésére ötven fegyverest. Ancona a Genovai Köztársaság szövetségese volt, és Arszúfi János ezzel a kezdeményezéssel arra akarta rábírni az országbárókat, hogy a genovaiak és a velenceiek akkóbeli marakodásában a genovaiak oldalára álljanak. Egyik unokatestvére, Montforti Fülöp ezúttal egyetértett vele, másik unokatestvére, János jaffai gróf azonban már korábban elkötelezte magát Velence mellett, és rábeszélte Plaisance ciprusi anyakirálynét, hogy a távollevő Konradin kiskorú király nevében, szintén kiskorú fia, II. Hugó ciprusi király helyett vegye át Jeruzsálem régensének tisztét Arszúfi Jánostól. A velenceiek győzelmet arattak az 1258-as tengeri ütközetben, és a genovaiak kivonultak Akkóból. Plaisance hazament Ciprusra, de Jánost nevezte ki baillijévé, aki még ebben az évben meg is halt. Plaisance anyakirályné egyébként 1254 és 1258 között (vagyis tizenkilenc–huszonhárom éves korában) Arszúfi János fiának, Baliannak a felesége volt.
Arszúfi János 1236-ban vette feleségül Haifai Alizt, fiuk, Balian örökölte az arszúfi uradalmat.